# Adolf Jagenberg
Gustav Adolf Jagenberg (* 2. August 1819 in Klauberg bei Solingen; † 23. März 1900 in Almersbach) war ein deutscher Unternehmer in der Papierindustrie und Politiker.

## Leben
Jagenberg war ein Sohn des Papierfabrikanten Ferdinand Jagenberg (* 11. September 1794 in Solingen; † 25. Februar 1871 in Klauberg) und dessen Ehefrau Anna Gertrud Jagenberg geb. Brögelmann (* 27. Januar 1792 in Elberfeld; † 21. August 1854 in Solingen). Er war reformierter Konfession und heiratete am 11. September 1846 Elise Franziska Tusnelda geb. Rehorn (* 9. Januar 1825 in Almersbach; † 18. April 1898 ebenda). Aus der Ehe ging der Sohn Otto Jagenberg (* 9. Mai 1861 in Almersbach; † 1. Dezember 1937 in Solingen) hervor.
Jagenberg war ab 1845 Teilhaber des väterlichen Unternehmens Ferdinand Jagenberg & Söhne. 1865 schied der Vater aus und teilte das Unternehmen auf: Adolf Jagenberg übernahm die Altenkirchener Produktionsstätte, sein Bruder Emil (* 1817) die in Solingen.
Er war Kreisdeputierter für den Kreis Altenkirchen und wurde mit der silbernen Staatsmedaille für landwirtschaftliche Verdienste ausgezeichnet. Von 1871 bis 1882 war er Abgeordneter für den Stand der Landgemeinden im Provinziallandtag der Rheinprovinz.